# Coenosia melanomeros
Coenosia melanomeros är en tvåvingeart som beskrevs av Fritz Isidore van Emden 1951. Coenosia melanomeros ingår i släktet Coenosia och familjen husflugor.
Artens utbredningsområde är Tanzania. Inga underarter finns listade i Catalogue of Life.